# Usmanskij rajon
L'Usmanskij rajon (in russo Усманский район?) è un rajon dell'Oblast' di Lipeck, nella Russia europea; il capoluogo è Usman'. Istituito il 30 luglio 1928, ricopre una superficie di 1.910 chilometri quadrati.